# Budszuhnen
Budszuhnen, 1936–1938: Budschuhnen, 1938 bis 1945: Eschenhöhe, litauisch Budžiūnai, ist ein verlassener Ort im Rajon Nesterow der russischen Oblast Kaliningrad.
Die Ortsstelle befindet sich etwa vier Kilometer südöstlich von Wesnowo (Kussen) und ist über eine Nebenstraße von der Kommunalstraße 27K-231 aus zu erreichen. Der nordwestliche Teil des ehemaligen Gemeindegebietes von Budszuhnen/Eschenhöhe (die ehemaligen Einzelhöfe zu Budszuhnen und der Budszuhner Bruch) befindet sich im Rajon Krasnosnamensk.

## Geschichte

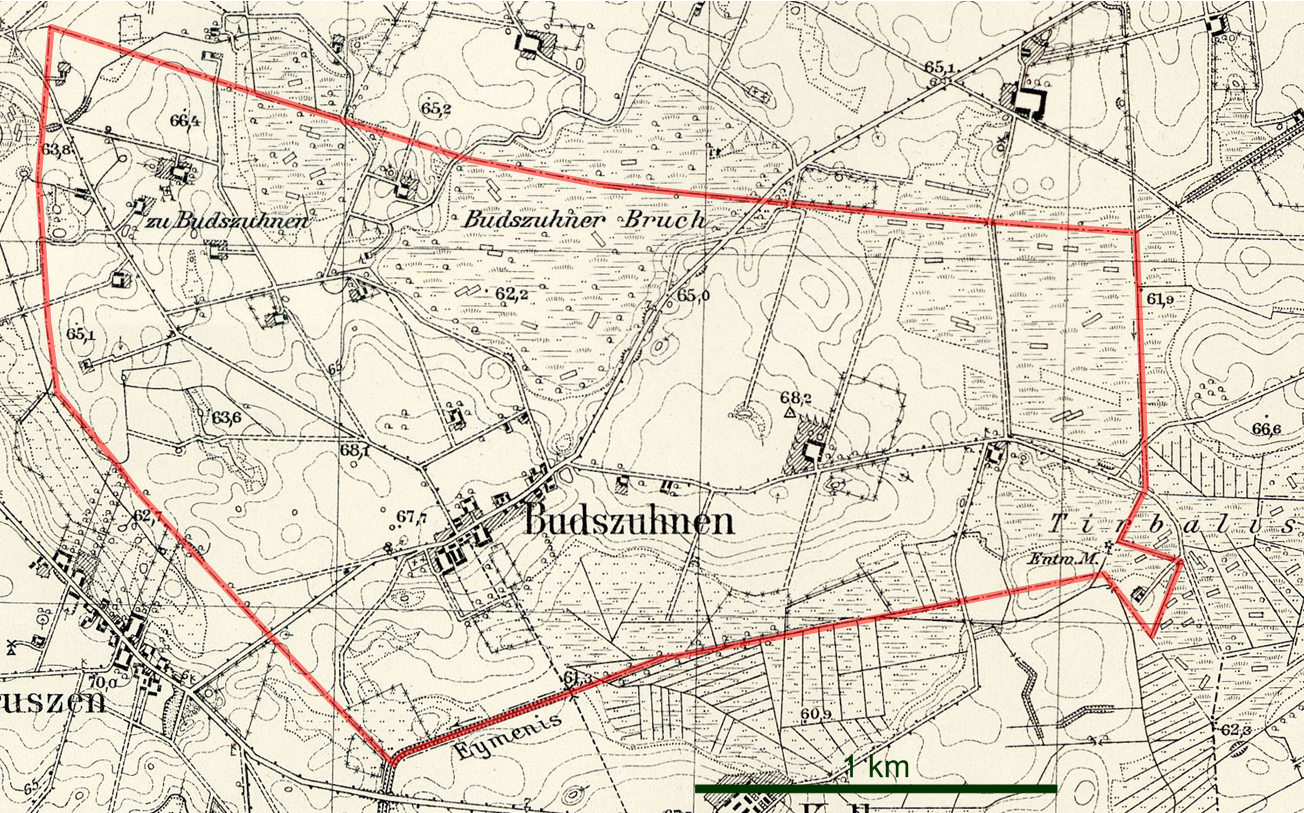
Die Landgemeinde Budszuhnen auf einem Messtischblatt von 1933

Der zunächst Budszen genannte Ort wurde 1644 zuerst erwähnt. Um 1780 war Budszuhnen ein königliches Bauerndorf. 1874 wurde die Landgemeinde Budszuhnen in den neu gebildeten Amtsbezirk Kussen im Kreis Pillkallen eingegliedert. 1936 wurde die Schreibweise des Ortes in Budschuhnen geändert und 1938 erfolgte die Umbenennung in Eschenhöhe.
1945 kam der Ort in Folge des Zweiten Weltkrieges zur Sowjetunion. Einen russischen Namen bekam er nicht mehr.

### Einwohnerentwicklung
| Jahr | Einwohner |
| ---- | --------- |
| 1867 | 326       |
| 1871 | 308       |
| 1885 | 275       |
| 1905 | 217       |
| 1910 | 225       |
| 1933 | 199       |
| 1939 | 182       |

## Kirche
Budszuhnen/Eschenhöhe gehörte zum evangelischen Kirchspiel Kussen.